# Маргарет Кларк-Уилямс
Маргарет Кларк-Уилямс (на английски: Margaret Clark-Williams) е американски психоаналитик, която практикува във Франция.

## Биография
Родена е през 1910 година в САЩ. Само на 21 години тя заминава за Франция, а по-късно и за Виена, където прави връзка с психоаналитичните кръгове. Анализирана е от Реймон дьо Сосюр, клиничното обучение е поето от Жорж Йойер, а теоретичното от Даниел Лагаш. Супервайзер ѝ е Джон Леуба. След това започва работа в центъра „Клод Бернар“. Френската медицинска асоциация я обвинява и съди за незаконно практикуване на медицина „поради факта, че практикува психоанализа и по тази причина и медицина“. Процесът започва на 4 декември 1951 г. и на него присъстват много психоаналитици. Те го обръщат в нейна полза. Например много от нейните колеги, които са медици, я защитават, а Леуба дори пожелава да седне редом с нея като обвиняем. Жорж Парчемини и Андре Берже свидетелстват също, а Даниел Лагаш и Жулиет Фав-Бутоние казват че „психоанализата не е медицина, а психологическа техника“. Лакан не участва директно в процеса, но също подкрепя последното изказване. На 31 март 1952 г. съда излиза с оправдателна присъда, но Асоциацията на медиците обжалва и на 15 юли 1953 г. съдът излиза с второ решение и я признава за виновна като трябва да заплати символичната сума от 1 франк.
Умира през 1975 година на 65-годишна възраст.